# Jailhouse Rock (brano musicale)
Jailhouse Rock è un brano musicale composto da Jerry Leiber e Mike Stoller, portato al successo da Elvis Presley nel 1957 che la incise nel singolo Jailhouse Rock/Treat Me Nice e nell'EP Jailhouse Rock.
La sua apparizione fu contemporanea all'uscita del film omonimo, con Presley impegnato nel ruolo del protagonista.

## Descrizione
Tuttora molto popolare e una delle canzoni più famose interpretate dal re del rock, è stata inclusa al 67º posto della lista delle 500 migliori canzoni di ogni tempo compilata dalla rivista Rolling Stone.
Il disco raggiunse la vetta della classifica in USA per sette settimane nel 1957 e Regno Unito per tre settimane nel 1958 e nel 2005 e la quarta posizione in Olanda nel 1974 vincendo due dischi di platino.

## Cover e riferimenti

### The Beatles
I Beatles eseguivano regolarmente Jailhouse Rock fin dal 1958 (quando ancora si chiamavano The Quarrymen) e continuarono fino al 1960 con John Lennon alla voce solista; ma nessuna incisione conosciuta è sopravvissuta.

### Queen
Nei primi anni settanta, Jailhouse Rock veniva regolarmente eseguita dai Queen come parte di un medley di altri vecchi classici del rock and roll e fu la canzone d'apertura durante il "Crazy Tour" del 1979 e il The Game Tour del 1980.

### Riferimenti in altri media
Jailhouse Rock è l'ultima canzone del film The Blues Brothers. La canzone è inoltre inclusa nella colonna sonora dei film Casper del 1995 e Leroy & Stitch del 2006. In una puntata di Gli amici di papà, Jesse e Becky cantano la canzone al loro ricevimento di nozze. Ne I Simpson, la canzone è parodiata come Mental House Rock nell'episodio Take My Wife, Sleaze. la sitcom italiana Belli dentro ha come sigla della sitcom TV la canzone originale di Elvis Presley Jailhouse Rock.

### Altre cover
- 1968: Dino Cabano in italiano (Hockey, HK 4003), nella compilation Mondo hysterico Volume 1 (Destination X Records,  TRR 33014), del 1994
- I Mötley Crüe inclusero una versione dal vivo della canzone come ultima traccia del loro album Girls, Girls, Girls.
- Gli ZZ Top nel 1975 sull'album Fandango!.